# Jean-Marie Sylla
Pour les articles homonymes, voir Sylla (homonymie).
Jean-Marie Sylla, né le 22 avril 1983 à Conakry et mort le 26 juillet 2025 à La Roche-sur-Yon, est un footballeur guinéen.
Il évolue comme milieu de terrain en Grèce et en France, entre 2003 et 2014.

## Carrière
Jean-Marie Sylla réalise l'essentiel de sa carrière professionnelle en Grèce : PAE Ergotelis Héraklion, GS Kallithéa, Apollon Kalamarias, OFI Crète, PAS Giannina et PAE Kalamata. En 2011, il s'installe en France et poursuit sa carrière en championnat de France amateur, à Villemomble Sports puis à l'Entente sportive Viry-Châtillon. Il se retire en 2014 après qu'on lui a diagnostiqué la maladie de Charcot. Le 26 juillet 2025, l'ancien club de Sylla, Ergotelis, annonce sa mort à l’âge de 42 ans.